# Palazzo Lodron

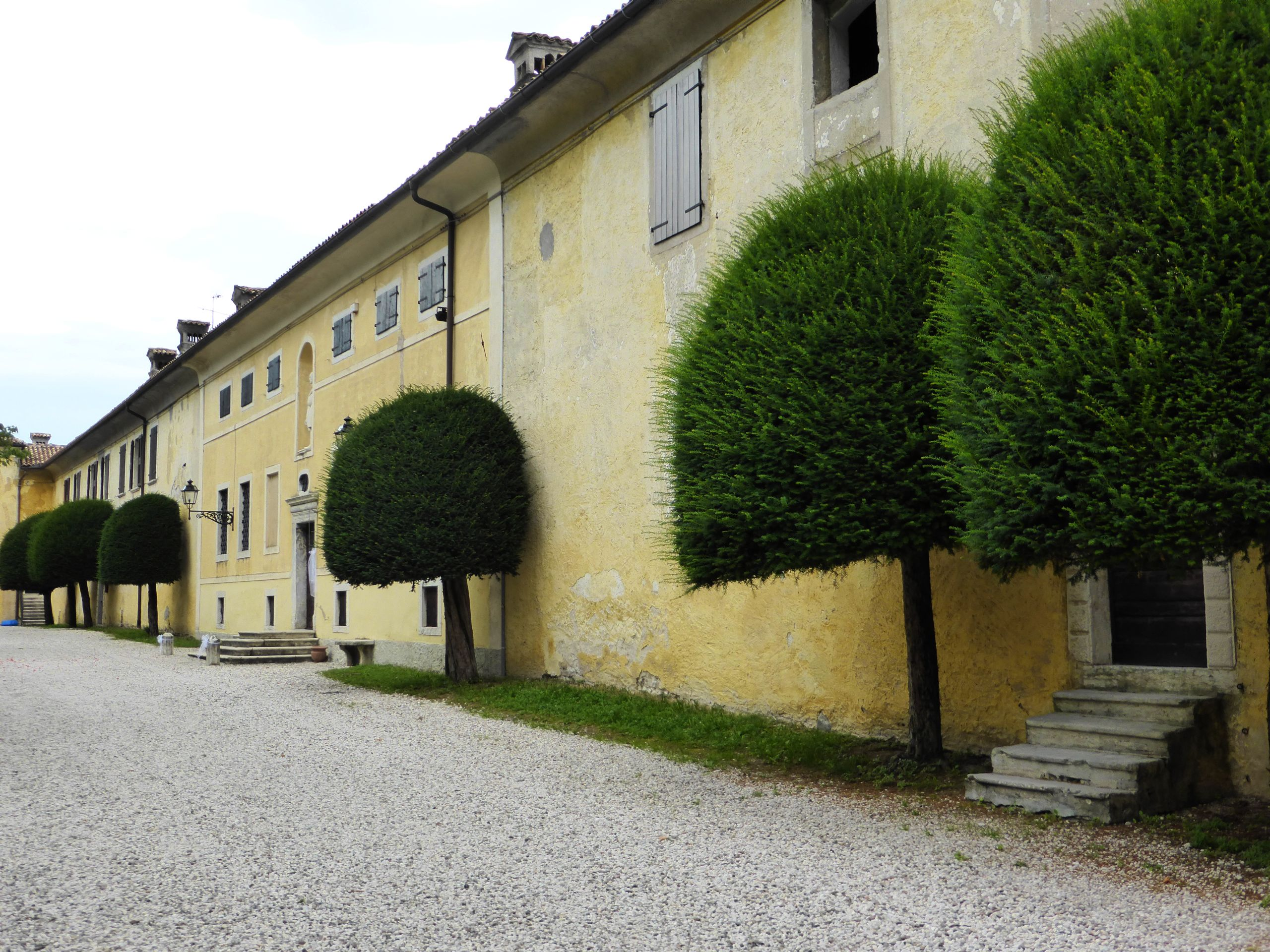
Palazzo Lodron in Nogaredo

Der Palazzo Lodron befindet sich in sich der Gemeinde Nogaredo in der Region Trentino-Südtirol (Via Conti Lodron 14). Das Äußere des Palazzos ist relativ schmucklos, im Inneren befindet sich aber eine kunstgeschichtlich wertvolle Ausstattung.

## Geschichte

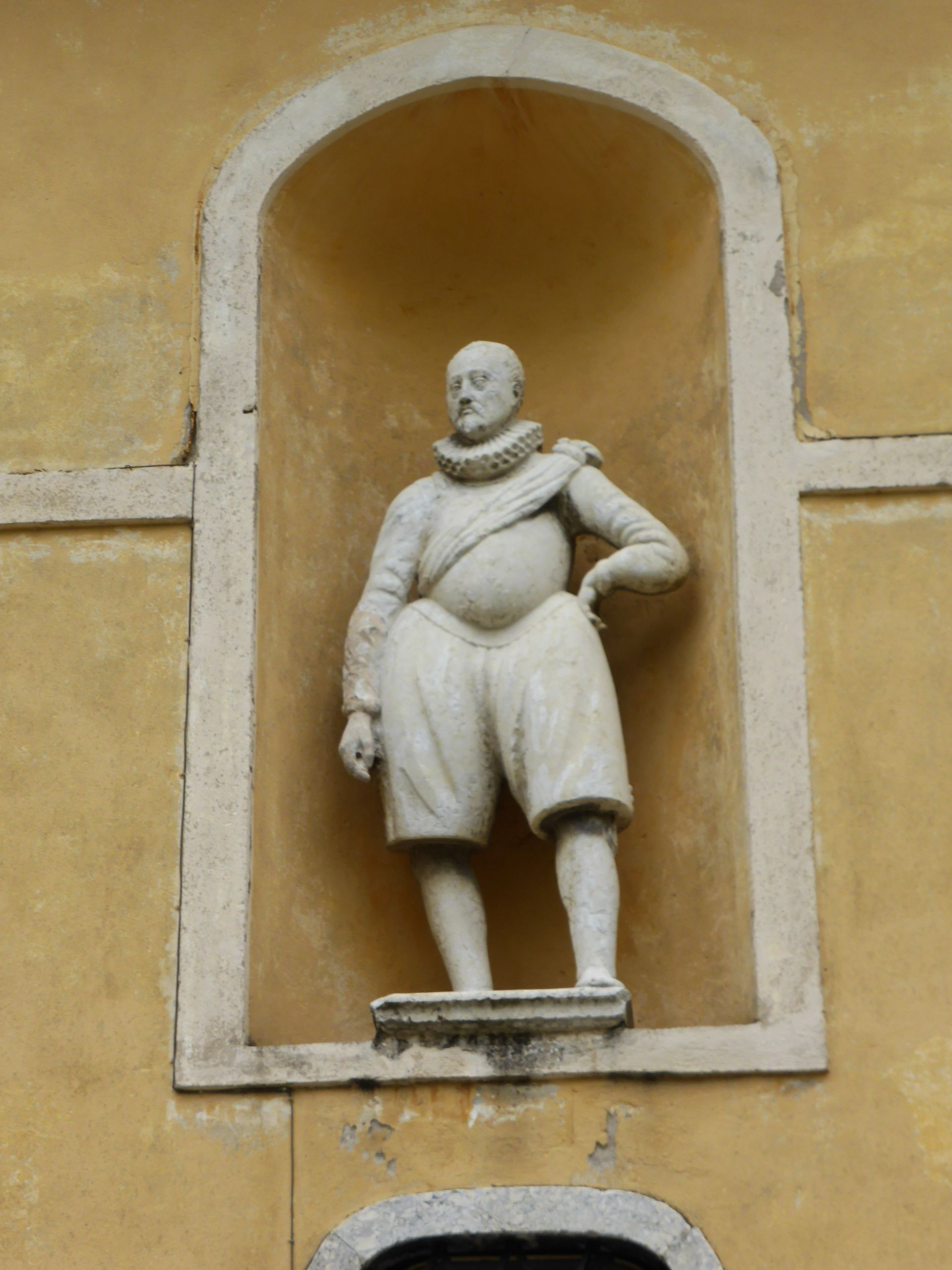
Nikolaus von Lodron

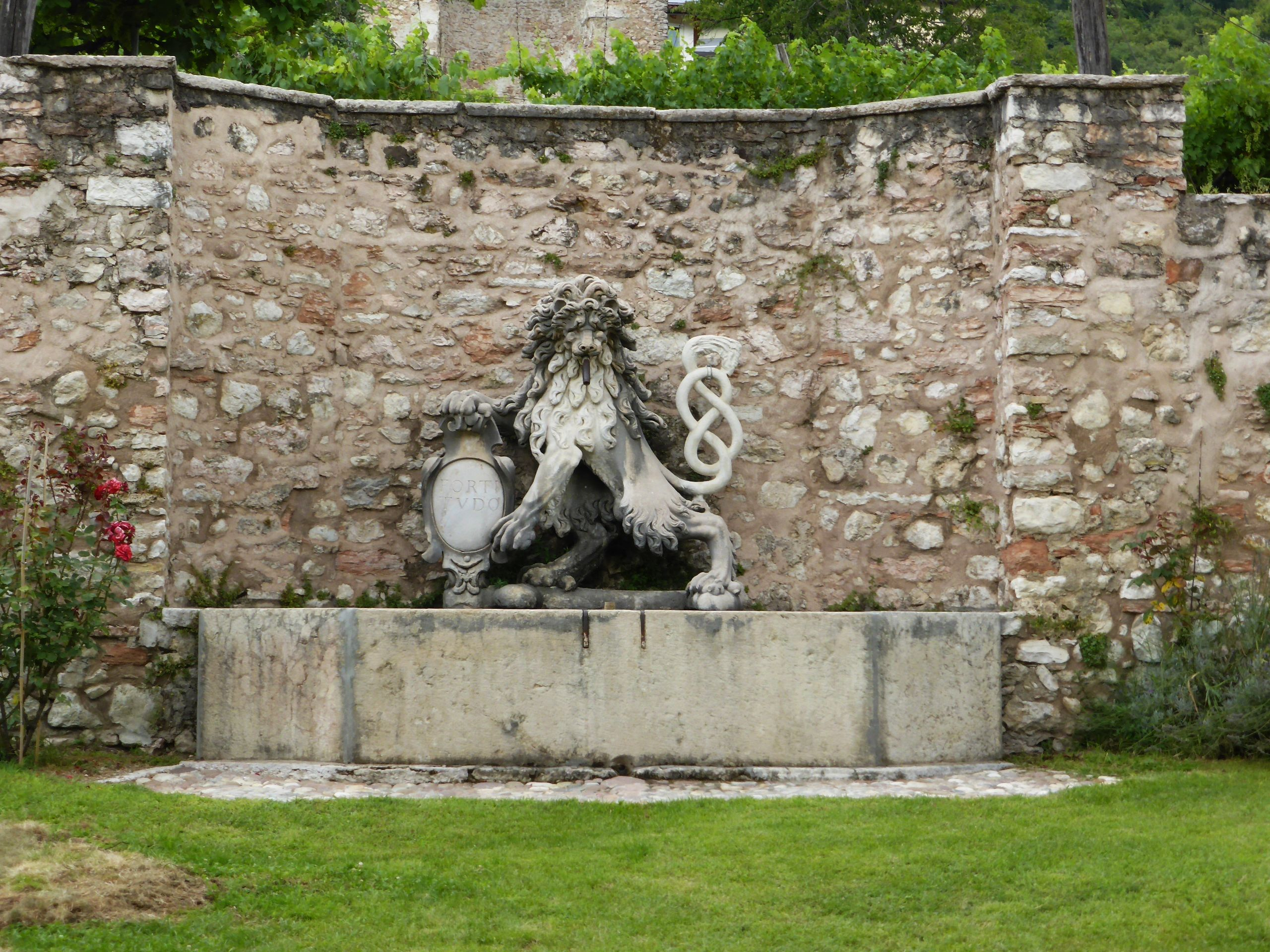
Wappenlöwe der Lodrons im Innenhof des Anwesens

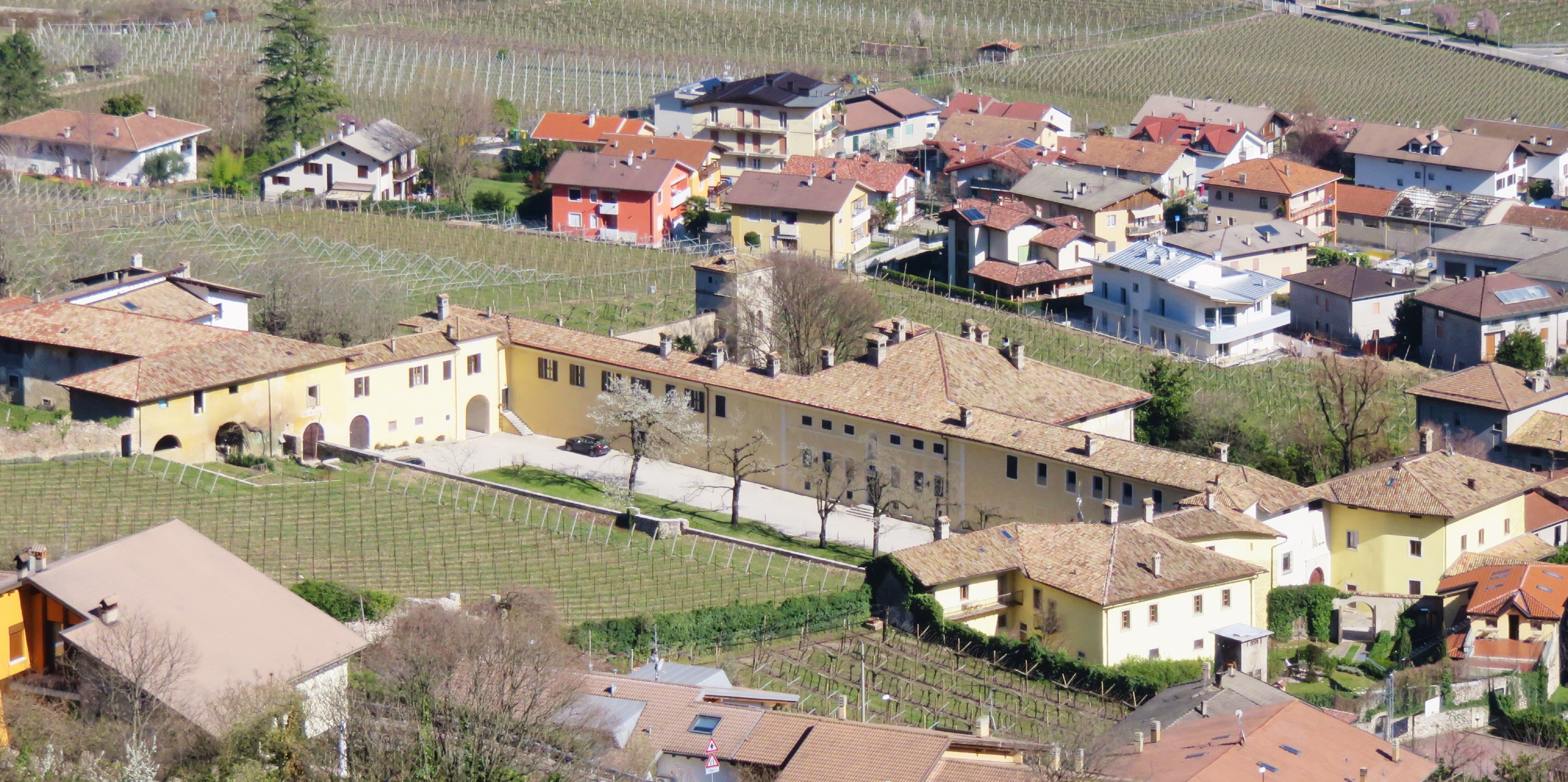
Panorama von Burg Noarna.

Über die Errichtung des Palazzos ist wenig bekannt. Aus der im Grundriss stark unregelmäßigen Anlage ist zu schließen, dass das Gebäude durch die Verzahnung mehrerer Vorbauten entstanden ist.
Als erster Bauherr ist 1553 Nikolaus von Lodron (1475–1556) nachgewiesen. Auch sein gleichnamiger Enkel (1549–1621) und Vater des Fürsterzbischofs Paris Lodron hat eine umfassende Bautätigkeit ausgeübt. Er ist als überlebensgroße Figur in einer Mauernische zum Ehrenhof und mit einer Inschrift über dem Haupteingang zum Repräsentationstrakt im Langflügel präsent (NICOLAUS.P.COMES.LODRONI.DNI.CASTRI.NOVI.PARIS.FILIUS.1593). Der in Castelnuovo geborene Fürsterzbischof Paris Lodron setzte die Bautätigkeit seines Vaters fort und beauftragte seine Hofbaumeister Santino Solari und Donato Arsenio Mascagni 1626 mit der Überarbeitung des Repräsentationstraktes. Da die Lodrons auch die Blutgerichtbarkeit besaßen, wurde ein geräumiger Gerichtssaal eingebaut; hier fanden im 17. Jahrhundert die berüchtigten Hexenprozesse statt.
1769 hat Wolfgang Amadeus Mozart auf seiner Italienreise Rovereto und die Lodrons besucht. Dieser Besuch hat seinen Niederschlag auch in einem Werk Mozarts gefunden: In seiner Oper Don Giovanni wird der im Etschtal beheimatete Marzemino in einem Gespräch zwischen Don Giovanni und seinem Diener Leporello gelobt: Versa il vino! Eccellente Marzemino! …
Das Anwesen ist auf die Familien Graf Spiegelfeld und der Volpini de Maestri, beides Nachkommen der Lodrons, übergegangen. Aus dem Palazzo ist heute eine Schlosspension sowie ein Weingut und Veranstaltungsstätte für kulturelle und gesellschaftliche Ereignisse geworden.